# 데이비드 차머스
데이비드 존 차머스(영어: David John Chalmers, 1966년 4월 20일~)은 오스트레일리아의 철학자이자 언어철학 분야를 전문으로 하는 인지과학자다.
차머스는 이른바 의식의 어려운 문제를 공식화한 것으로 가장 잘 알려져 있다. 그는 개체 차별이나 언어 보고를 설명하는 것과 같은 의식의 "쉬운" 문제와 "감각 정보에 대한 인식을 수반하는 감정이 왜 존재하는가?"라고 말할 수 있는 어려운 문제를 구별한다. (인지적) 쉬운 문제와 (현상적) 어려운 문제 사이의 본질적인 차이점은 전자가 적어도 이론적으로는 심리철학의 지배적인 전략인 물리주의를 통해 답할 수 있다는 것이다.차머스는 목적에서 주관적인 것에 대한 '설명적 격차'를 주장하고, 정신적 경험에 대한 물리주의자의 설명을 비판하여 그를 이원론자로 만든다. 차머스는 그의 견해를 "자연주의적 이원론"으로 특징짓는다: 그가 정신 상태가 물리적 시스템(예: 뇌)에 의해 발생한다고 믿기 때문에 자연주의적이다; 정신 상태가 물리적 시스템과 구별되고 축소할 수 없다고 믿기 때문에 이원론적이다.
이를 뒷받침하는 의미에서 차머스는 철학적 좀비의 논리적 가능성(중요한 것은 아니지만)에 대한 헌신으로 유명하다. 철학적 좀비는 인간의 완전한 육체적 복제품이며, 질적 경험만이 결여되어 있다. 차머스는 그런 좀비들은 우리에게 상상될 수 있는 것이기 때문에, 따라서 논리적으로 가능해야 한다고 주장한다. 그것들은 논리적으로 가능하기 때문에, 그 때 예절과 지각은 물리적 속성만으로는 충분히 설명되지 않는다고 주장한다.

## 같이 보기
- 인공 초지능